# Psilopogon flavifrons
El barbudo frentigualdo (Psilopogon flavifrons) es una especie de ave piciforme de la familia Megalaimidae endémica de Sri Lanka.

## Descripción

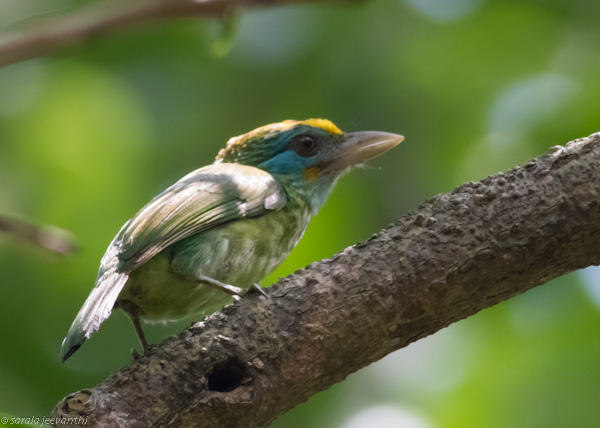

Mide unos 21 cm de largo. Es un ave rechoncha con la cabeza relativamente grande y un pico recto y puntiagudo. El plumaje de la mayor parte de su cuerpo es de color verde, más claro en las partes inferiores, con el rostro y la garganta azules, y la frente y las bigoteras amarillas. Presenta cierto moteado blanquecino en el pecho y la parte posterior de la cabeza. 
Su canto es un repetido kow-kow-kow-kow.

## Comportamiento
El barbudo frentigualdo es una especie arborícola que vive en los bosques y arboledas, incluso en los jardines, y que se alimenta principalmente de frutos pequeños y solo ocasionalmente atrapa insectos. Anida en los huecos de los árboles donde pone de 2 a 3 huevos.